# Монолог (фільм)
«Монолог» (рос. «Монолог») — російський радянський художній фільм Іллі Авербаха 1972 року кінокомпанії «Ленфільм». Одна з найкращих робіт актора Михайла Глузького.

## Зміст
До колишнього директора науково-дослідного інституту приїхала донька й онука. Після розлучення з дружиною він довгий час не спілкувався з рідними. Тепер у професора свої усталені погляди, свій створений світ і оточення, але він намагається зрозуміти матеріально-орієнтовану доньку. Особливо він прихили́вся до внучки, яка стає йому справжньою нагородою життя.

## Ролі
- Михайло Глузський — професор Сретенський
- Маргарита Терехова — Тася Сретенська
- Марина Нейолова — Ніна
- Станіслав Любшин — Костянтин Котиков («Самсон»)
- Євгенія Ханаєва — Ельза Іванівна (озвучує Ірина Губанова)
- Леонід Галліс — куратор
- Леонід Неведомський — Олег
- Валерій Матвєєв — Діма
- Ернст Романов — Вадик

## Знімальна група
- Автор сценарію: Євген Габрилович
- Режисер-постановник: Ілля Авербах
- Оператор-постановник: Дмитро Месхієв
- Художник-постановник: Марина Азізян
- Композитор: Олег Каравайчук
- Звукорежисер: Едуард Ванунц
- Вокал: Алла Пугачова; за кадром у виконанні Алли Пугачової звучить пісня португальською мовою, записана спеціально для фільму в період роботи співачки в естрадному оркестрі під керівництвом Олега Лундстрема

## Нагороди
Почесний диплом на I МКФ в Джорджтауні, Гаяна (1976).